# كاثي كاستور
كاثرين آن كاستور ولدت يوم 20 أوت 1966 وهي سياسية ومحامية أمريكية و هي عضو حاليًا في مجلس النواب الامريكي ، وتعمل منذ عام 2007. في المنطقة، المرقمة بالمنطقة الحادية عشرة من عام 2007 إلى عام 2013، يقع مقرها في تامبا . كانت كاستور، وهي عضو ديمقراطية ، و عضوًا في لجنة مقاطعة هيلزوبورو .